# Гранд Ейвия
Гранд Ейвия (на италиански: Grand Eyvia) или Гранд'Ейвия (на италиански: Grand'Eyvia) е поток, който минава през Вал ди Коне в италианския регион Вале д'Аоста. Той е десен приток на река Дора Балтеа.

## Описание и топоним
Името Grand Eyvia означава „голяма вода“ на валдостански диалект.
Басейнът му е асиметричен: дясната му страна е стръмна и изорана от къси потоци, а лявата е изорана от по-дълги потоци с по-редовен оток.
На входа на Вал ди Коне, близо до село Еймавил, той се пресича от Моста акведукт Понт д'Аьол (Pont d'Aël), датиращ от римския период.

## Маршрут
Потокът се оформя от сливането на два потока: Юртие (Urtier) и Валнонте (Valnontey). След сливането им се нарича Гранд Ейвия. Пътят му върви бурно, между много високи клисури, внушителни скали и доста разпенени води, след които потокът спокойно се връща към село Еймавил, където се влива в река Дора Балтеа.
По течението си потокът се използва за производство на водноелектрическа енергия. В община Еймавил се намира ВЕЦ Еймавил, която експлоатира неговите води.

## Основни притоци
Гранд Ейвия се образува от сливането на множество вторични потоци, които се спускат от вторичните долини на Вал ди Коне. Основните притоци са:
- Поток Гран Номенон
- Поток Ронк
- Поток Традцо дез Ор
- Поток Валнонте
- Поток Юртие
- Поток Грозон
- Поток Арписон.